# John Meuser
Leonard Hendrikus Johannes Meuser (John) Meuser (Hoensbroek, 20 december 1948), is een voormalig Nederlands profvoetballer die uitkwam voor Roda JC en het Belgische FC Beringen.
Meuser begint met voetballen bij Sportclub Emma (voorloper EHC) uit zijn geboorteplaats Hoensbroek. In 1965 maakt Meuser de overstap naar Roda JC, waar hij in het seizoen 1969/1970 zijn debuut maakt voor de Limburgers in de toenmalige tweede divisie. Na de opheffing van de tweede divisie in 1971 speelt de middenvelder twee seizoenen met Roda JC in de eerste divisie. In juni 1973 wordt hij met de Limburgers kampioen, waarna promotie volgt naar de eredivisie. Ook op het hoogste niveau blijft Meuser jarenlang een gewaardeerde kracht op het middenveld van Roda JC. Op woensdagavond 7 april 1976 speelt hij in De Kuip mee in de na verlenging met 1-0 verloren finale om de KNVB Beker tegen PSV en ook in de twee nipt verloren Europacup II-duels tegen het Belgische RSC Anderlecht in het daaropvolgende seizoen maakt Meuser zijn opwachting. 
In 1978 vervolgt de middenvelder zijn loopbaan bij Beringen FC. Na één seizoen in de Belgische Eerste Klasse keert Meuser alweer terug bij zijn Roda JC. Mede door een knieblessure moet hij in 1980 zijn spelersloopbaan vroegtijdig beëindigen.
Na zijn carrière als profvoetballer traint Meuser een aantal clubs in het Zuid-Limburgse amateurvoetbal. Hij heeft onder meer Heerlen Sport, VV RVU, VV Caesar, RKONS en vanaf 2003 enkele seizoenen fusieclub VV Schaesberg onder zijn hoede gehad.

## Carrièrestatistieken
| Seizoen         | Club            | Land            | Competitie      | Competitie | Competitie | Beker | Beker | Internationaal | Internationaal | Overig | Overig | Totaal | Totaal |
| Seizoen         | Club            | Land            | Competitie      | Wed.       | Dlp.       | Wed.  | Dlp.  | Wed.           | Dlp.           | Wed.   | Dlp.   | Wed.   | Dlp.   |
| --------------- | --------------- | --------------- | --------------- | ---------- | ---------- | ----- | ----- | -------------- | -------------- | ------ | ------ | ------ | ------ |
| 1968/69         | Roda JC         | Nederland       | Tweede divisie  | –          | 0          | –     | 0     | 0              | 0              | 0      | 0      | –      | 0      |
| 1969/70         | Roda JC         | Nederland       | Tweede divisie  | –          | 3          | –     | 0     | 0              | 0              | 0      | 0      | –      | 3      |
| 1970/71         | Roda JC         | Nederland       | Tweede divisie  | –          | 8          | –     | 0     | 0              | 0              | 0      | 0      | –      | 8      |
| 1971/72         | Roda JC         | Nederland       | Eerste divisie  | –          | 2          | 1     | 1     | 0              | 0              | 0      | 0      | –      | 3      |
| 1972/73         | Roda JC         | Nederland       | Eerste divisie  | –          | 5          | –     | 0     | 0              | 0              | 0      | 0      | –      | 5      |
| 1973/74         | Roda JC         | Nederland       | Eredivisie      | –          | –          | –     | 0     | 0              | 0              | 0      | 0      | –      | –      |
| 1974/75         | Roda JC         | Nederland       | Eredivisie      | –          | –          | –     | 0     | 0              | 0              | 0      | 0      | –      | –      |
| 1975/76         | Roda JC         | Nederland       | Eredivisie      | –          | –          | –     | 1     | 0              | 0              | 0      | 0      | –      | –      |
| 1976/77         | Roda JC         | Nederland       | Eredivisie      | –          | –          | –     | 0     | 2              | 0              | 0      | 0      | –      | –      |
| 1977/78         | Roda JC         | Nederland       | Eredivisie      | –          | –          | –     | 1     | 0              | 0              | 0      | 0      | –      | –      |
| 1978/79         | Beringen FC     | België          | Eerste klasse   | –          | –          | –     | –     | 0              | 0              | 0      | 0      | –      | –      |
| 1979/80         | Roda JC         | Nederland       | Eredivisie      | –          | –          | –     | 1     | 0              | 0              | 0      | 0      | –      | –      |
| Carrière totaal | Carrière totaal | Carrière totaal | Carrière totaal | –          | –          | –     | 4     | 2              | 0              | 0      | 0      | –      | –      |

## Erelijst
Roda JC
| Nationaal      |    |         |
| Eerste divisie | 1x | 1972/73 |